# Бас, Александр Иванович
Александр Иванович Бас (бел. Аляксандр Іванавіч Бас; род. 17 августа 1971)  — белорусский военный деятель, генерал-майор (2022).

## Биография
Родился в деревне Хотомель.
В 1992 году окончил Челябинское высшее танковое командное училище имени 50-летия Великого Октября.
Прошёл путь от командира танкового взвода 50-й гвардейской мотострелковой дивизии до начальника штаба танкового батальона 50-й отдельной гвардейской механизированной бригады 28-го армейского корпуса.
После окончания в 2002 году командно-штабного факультета Военной академии Республики Беларусь дальнейшую службу проходил на должностях помощника начальника оперативного отделения и начальника разведки — начальника разведывательного отделения штаба 38-й отдельной гвардейской мобильной бригады, начальника разведки — начальника разведывательного отделения Главного штаба сухопутных войск, заместителя начальника центра – начальника Оперативно-мобилизационного отделения 72-го гвардейского объединённого учебного центра подготовки прапорщиков и младших специалистов, начальника штаба – первого заместителя командира 11-й отдельной гвардейской механизированной бригады, командира 6-й отдельной гвардейской механизированной бригады.
По завершении обучения на факультете Генерального штаба белоруской Военной академии назначен на пост заместителя начальника – начальника инспекционного управления Главной военной инспекции Вооружённых Сил Республики Беларусь.
В 2020 году стал заместителем камандуючага войсками Западного оперативного командования.
В 2023 году занял должность начальника главного управления боевой подготовки Вооружённых Сил. На этом посту, в частности, курировал мероприятия по подготовке российских военнослужащих белорусскими инструкторами.
В 2024 году назначен командующим войсками Северо-Западного оперативного командования.

## Санкции
На фоне российско-украинской войны в 2022 году попал под санкции ЕС и Великобритании как вовлечённый «в участие либо поддержку политики и действий, которые дестабилизируют Украину или подрывают либо угрожают территориальной целостности, суверенитета и независимости Украины».

## Награды
- Медаль «За безупречную службу»?! II степени (2019)[5]

## Спасылкі
- Біяграфія на сайце МА РБ